# Daughter of the Sun
Daughter of the Sun és una pel·lícula de sexplotació de 1962 dirigida per Herschell Gordon Lewis i produïda per David F. Friedman. La pel·lícula segueix les experiències de dos joves professors en una colònia nudista. Lewis i Friedman van produir la pel·lícula després de l'èxit de la nudie cutie de 1961 The Adventures of Lucky Pierre.

## Sinopsi
La professora Christine es veu obligada a defensar-se davant el consell d'educació quan se sap que és membre d'una colònia nudista. Encuriosit pel seu relat, el jove educador Keith Lawrence l'acompanya a la colònia nudista perquè pugui aprendre més al respecte.

## Repartiment
- Rusty Allen com a Christine
- Jerome Eden com Keith Lawrence
- Michael Borgine com Grady Ives
- Pearl Krohn com Olive Simmons
- Rockwell Morrow com a narrador

## Producció
La pel·lícula va seguir l'èxit de The Adventures of Lucky Pierre, una pel·lícula en color del gènere nudie cutie. Lewis i Friedman estaven decidits a fer una quarta pel·lícula junts, i van decidir produir-ne una en el gènere cinematogràfic colònia nudista, que era popular en aquell moment. Com que no existien colònies nudistes prop de Chicago en aquell moment, Lewis i Friedman es van traslladar a rodar a Miami, Florida. Daughter of the Sun va ser la primera de moltes de les pel·lícules de Lewis que es va rodar a Miami, i protagonitzada per Jerome Eden, que més tard es va convertir en un col·laborador freqüent de Lewis.
Malgrat l'èxit de taquilla de Lucky Pierre, Lewis i Friedman no van creure que podrien finançar una altra pel·lícula en color amb prou rapidesa per aprofitar l'èxit de Lucky Pierre. La seva solució va ser rodar la major part de la pel·lícula amb pel·lícules en blanc i negre més barates, deixant la pel·lícula en color més cara per a les escenes de nus. Rusty Allen, que aleshores treballava com a noia de cigarrets, va ser contractada com a protagonista pel seu bon aspecte i va ser catalogada com "la dona més bella del món".

## Recepció
Daughter of the Sun va ser un èxit menor de taquilla i es va projectar als cinemes durant diversos anys després de la seva estrena, tot i que no va coincidir amb l'èxit de Lucky Pierre.